# Geelsprietdikkopje
Het geelsprietdikkopje (Thymelicus sylvestris) is een dagvlinder uit de familie Hesperiidae (dikkopjes). De vleugel varieert in lengte tussen de 12 en 15 millimeter.

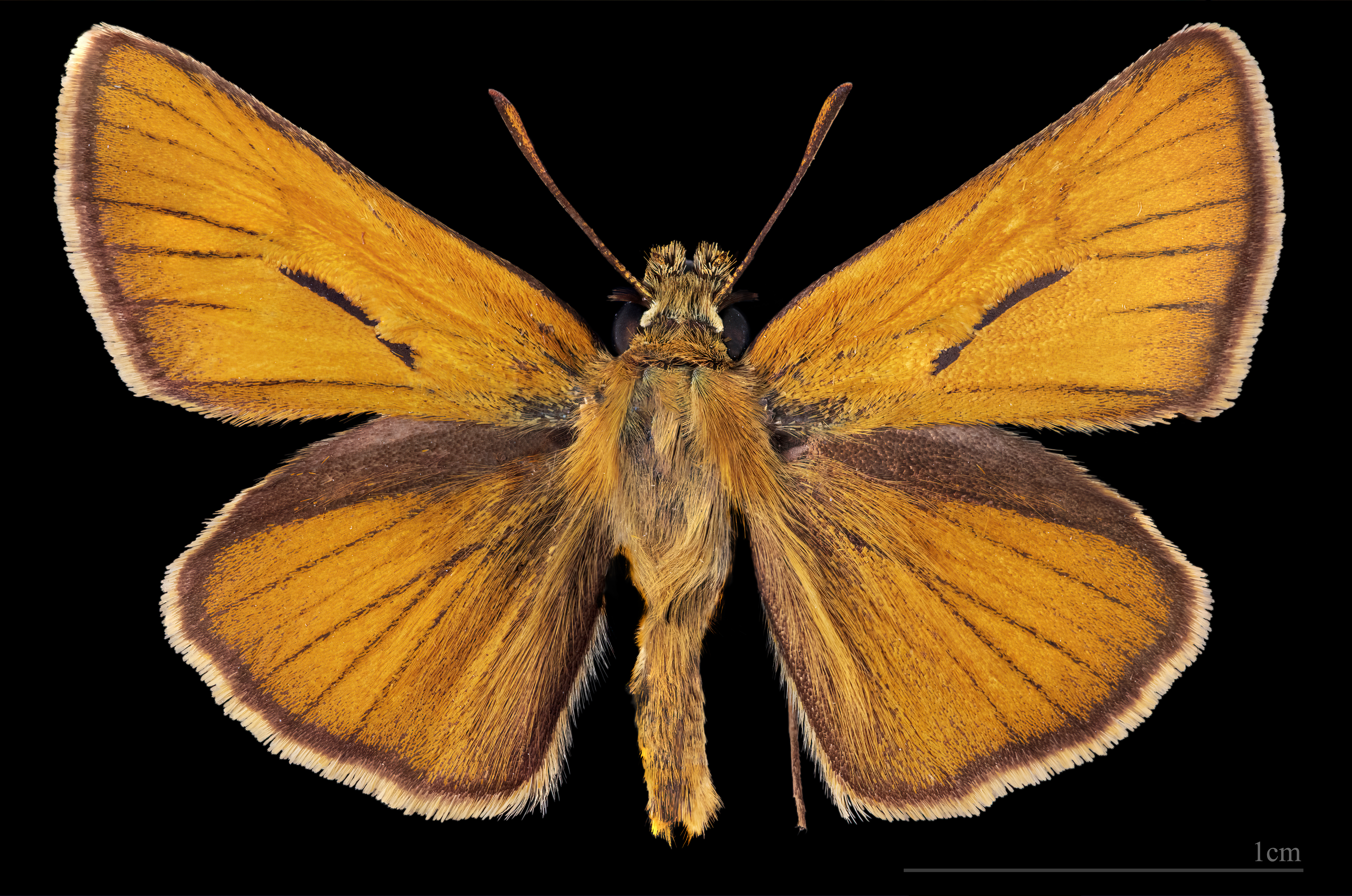
Thymelicus sylvestris ♂
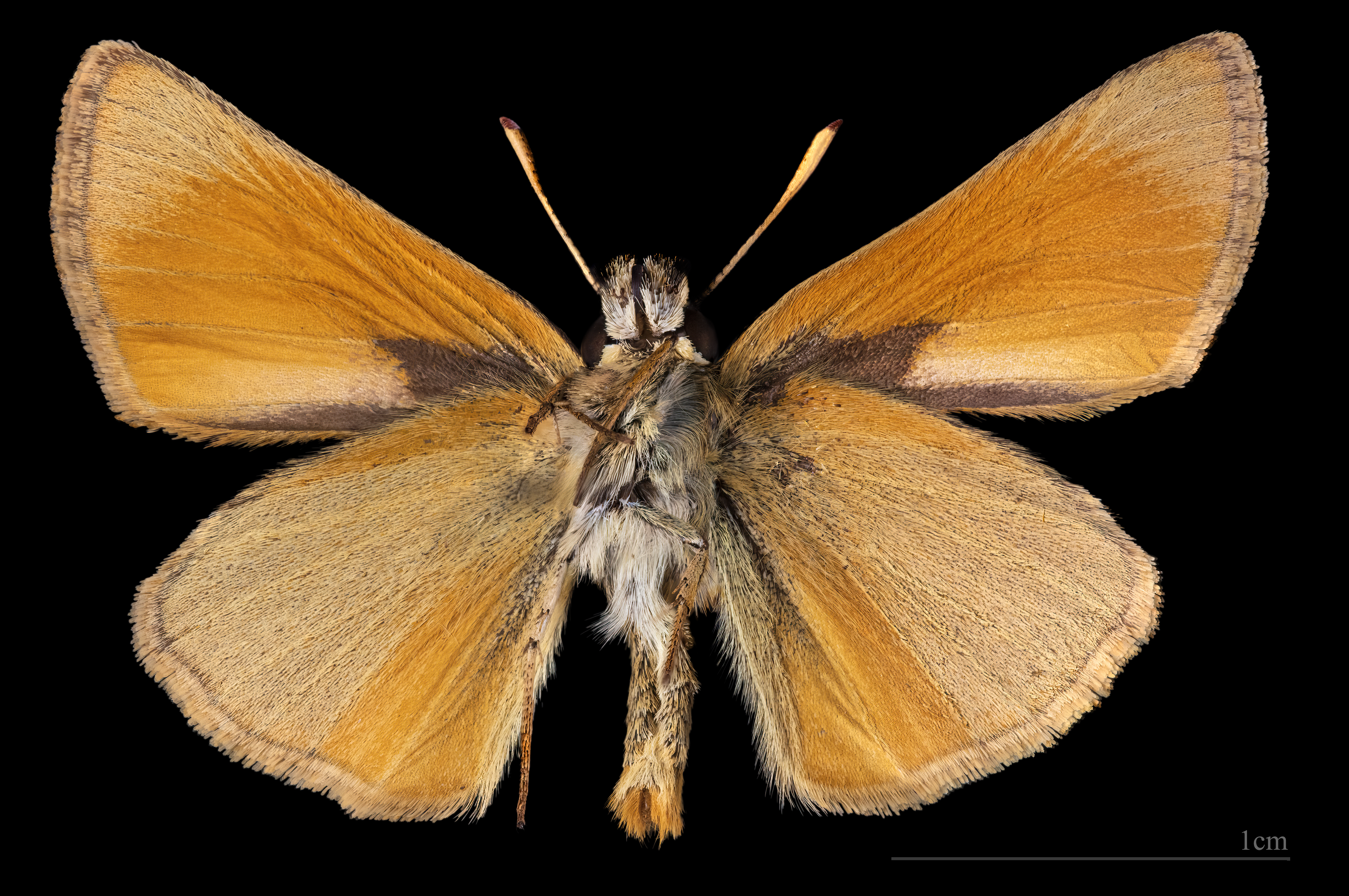
♂ △

Het geelsprietdikkopje heet naar een van de kenmerkende verschillen met het zwartsprietdikkopje, dat de onderkant van de sprietknop bij het geelsprietdikkopje geel of geelbruin is, en bij het zwartsprietdikkopje zwart. De kleur kan soms echter toch behoorlijk zwartbruin zijn Andere van het zwartsprietdikkopje onderscheidende kenmerken zijn de tweekleurige onderkant van de voorvleugels, en bij de mannetjes het niet parallel aan de aderen lopen van de geurstreep.
Het leefgebied van het geelsprietdikkopje beslaat heel Europa en vliegt van zeeniveau tot 1900 meter in berggebied. De vlinder geeft de voorkeur aan bloemrijke plaatsen met hoge grassen als leefgebied.
De vliegtijd is van mei tot in augustus.
De waardplanten worden gevormd door diverse grassoorten.

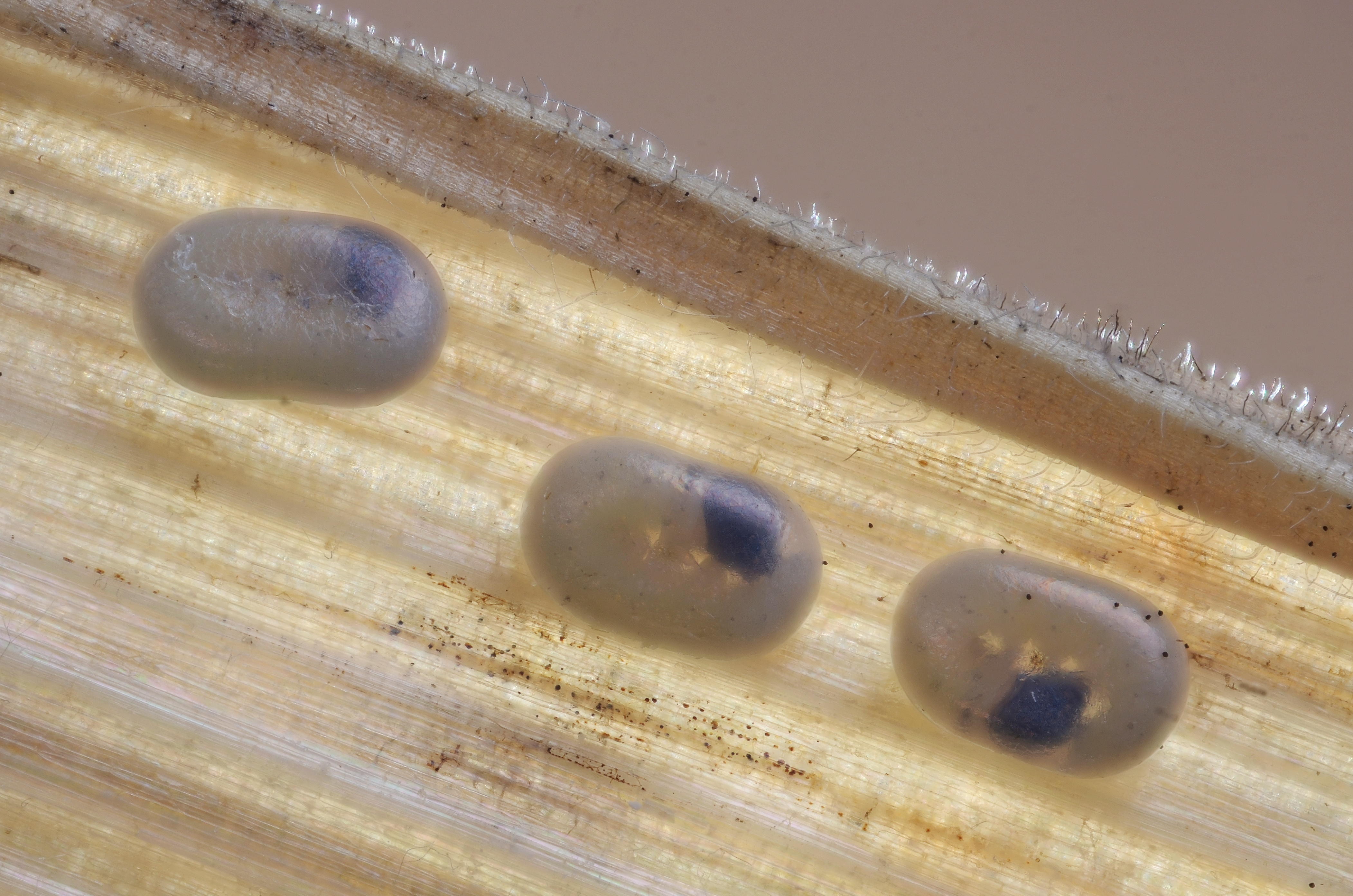
Eitjes